# Bachmühle (Lauda-Königshofen)
Bachmühle ist ein Wohnplatz auf der Gemarkung des Lauda-Königshofener Stadtteils Königshofen im Main-Tauber-Kreis im fränkisch geprägten Nordosten Baden-Württembergs.

## Geographie
Die Bachmühle liegt am westlichen Ortsrand von Königshofen an der Umpfer, etwa 400 Meter vor deren Mündung von links in die Tauber.

## Geschichte
Auf dem Messtischblatt Nr. 6424 „Königshofen“ von 1881 war die Bachmühle verzeichnet.
Der Wohnplatz kam als Teil der ehemals selbständigen Stadt Königshofen am 1. Januar 1975 zur Stadt Lauda-Königshofen, als sich die Stadt Lauda mit der Stadt Königshofen und der Gemeinde Unterbalbach im Rahmen der Gebietsreform in Baden-Württemberg vereinigte.

## Kulturdenkmale
Kulturdenkmale in der Nähe des Wohnplatzes sind in der Liste der Kulturdenkmale in Lauda-Königshofen verzeichnet.

## Verkehr
Der Ort ist über die gleichnamige Straße Bachmühle zu erreichen. Die kurze Straße zweigt zuvor von der B 292 (Sachsenflurer Straße) ab. Kurz vor dem Wohnplatz teilt sich die Bachstraße und führt über zwei Brücken zu zwei Teilen des Wohnplatzes.

## Persönlichkeiten
Der aus der Bachmühle stammende Otto Müller wurde 1886 in Königshofen geboren, legte 1904 am Gymnasium in Tauberbischofsheim das Abitur ab, ehe er in Würzburg, München, Heidelberg und Freiburg Geschichte und romanische Philologie studierte. 1907 folgte das Doktorexamen, worauf er später eine Stelle als Lehrer an einer Schule in Bruchsal antrat. Hierbei schon neben dem Doktortitel versehen mit einer Professur. Müller schrieb mehrere Theaterstücke, darunter ein im Jahre 1929 entstandenes Trauerspiel über den Bauernkrieg in Tauberfranken mit dem Titel Bauernsturm – das deutsche Trauerspiel anno Domini 1525. Die Gruppe Historisches & Kulturelles Königshofen bot im Bauernkriegsgedenkjahr 2000 im Königshöfer Gesellenhaus eine szenische Darstellung des Trauerspiels von Otto Müller.